# الحلمية (المنيا)
قرية الحلمية  هي إحدي القرى التابعة لمركز سمالوط بمحافظة المنيا في جمهورية مصر العربية. حسب إحصاءات سنة 2006، بلغ إجمالي السكان في الحلمية 3262 نسمة، منهم 1775 رجل و1487 امرأة.